# Zeacumantus lutulentus
Zeacumantus lutulentus är en snäckart som först beskrevs av Kiener 1841.  Zeacumantus lutulentus ingår i släktet Zeacumantus och familjen Batillariidae. Inga underarter finns listade i Catalogue of Life.

## Bildgalleri

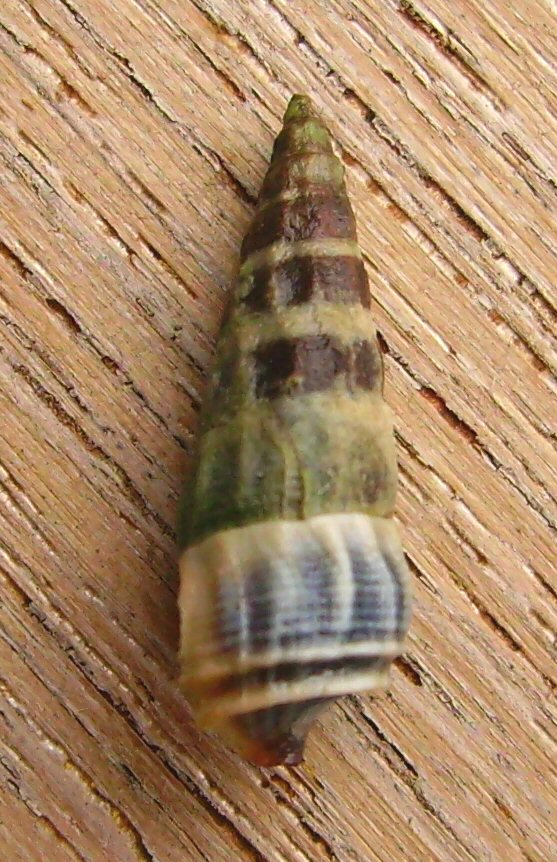